# Хосе-Мігель-де-Веласко (провінція)
Хосе-Мігель-де-Веласко або Веласко — провінція департаменту Санта-Крус у Болівії. Столиця - Сан-Ігнасіо-де-Веласко. Названа на честь президента Болівії Хосе Мігеля де Веласко Франко. Створена за законом від 12 жовтня 1880 року під час президентства Нарсісо Камперо. До створення він була частиною провінції Чикітос.

## Географія
Веласко розташована між великим болівійським містом Санта-Крус-де-ла-Сьєрра та кордоном із Бразилією. Ґрунтова автомагістраль з'єднує провінцію з містом Санта-Крус на заході та Бразилією на сході.

## Поділ
Провінція Хосе Мігель де Веласко поділена на три муніципалітети, які далі поділяються на кантони.
| Розділ | Муніципалітет                        | Мешканці (2001) | Столиця                | Мешканці (2001) |
| ------ | ------------------------------------ | --------------- | ---------------------- | --------------- |
| 1-й    | Муніципалітет Сан-Ігнасіо-де-Веласко | 41 412          | Сан-Ігнасіо-де-Веласко | 19 401          |
| 2-й    | Муніципалітет Сан-Мігель             | 10 273          | Сан-Мігель-де-Веласко  | 4484            |
| 3-й    | Муніципалітет Сан-Рафаель            | 5 017           | Сан-Рафаель-де-Веласко | 2057            |

Серед міст провінції є Санта-Ана-де-Веласко.

## Культура
Веласко характеризується культурою метисів, що поєднує культуру іспанських конкістадорів та місіонерів з культурою корінних народів. Найпоширенішою мовою в громадських місцях є іспанська, хоча також використовуються мови корінних народів, такі як чикітано. Через близькість провінції до Бразилії, можна знайти носіїв португальської мови, зокрема торговців у місті Сан-Ігнасіо. Є невелика кількість менонітів та нащадків німецьких іммігрантів після Другої світової війни.

## Цікаві місця
- Сан-Ігнасіо-де-Веласко
- Сан-Мігель-де-Веласко[en]
- Сан-Рафаель-де-Веласко[de]
- Санта-Ана-де-Веласко[de]

## Галерея

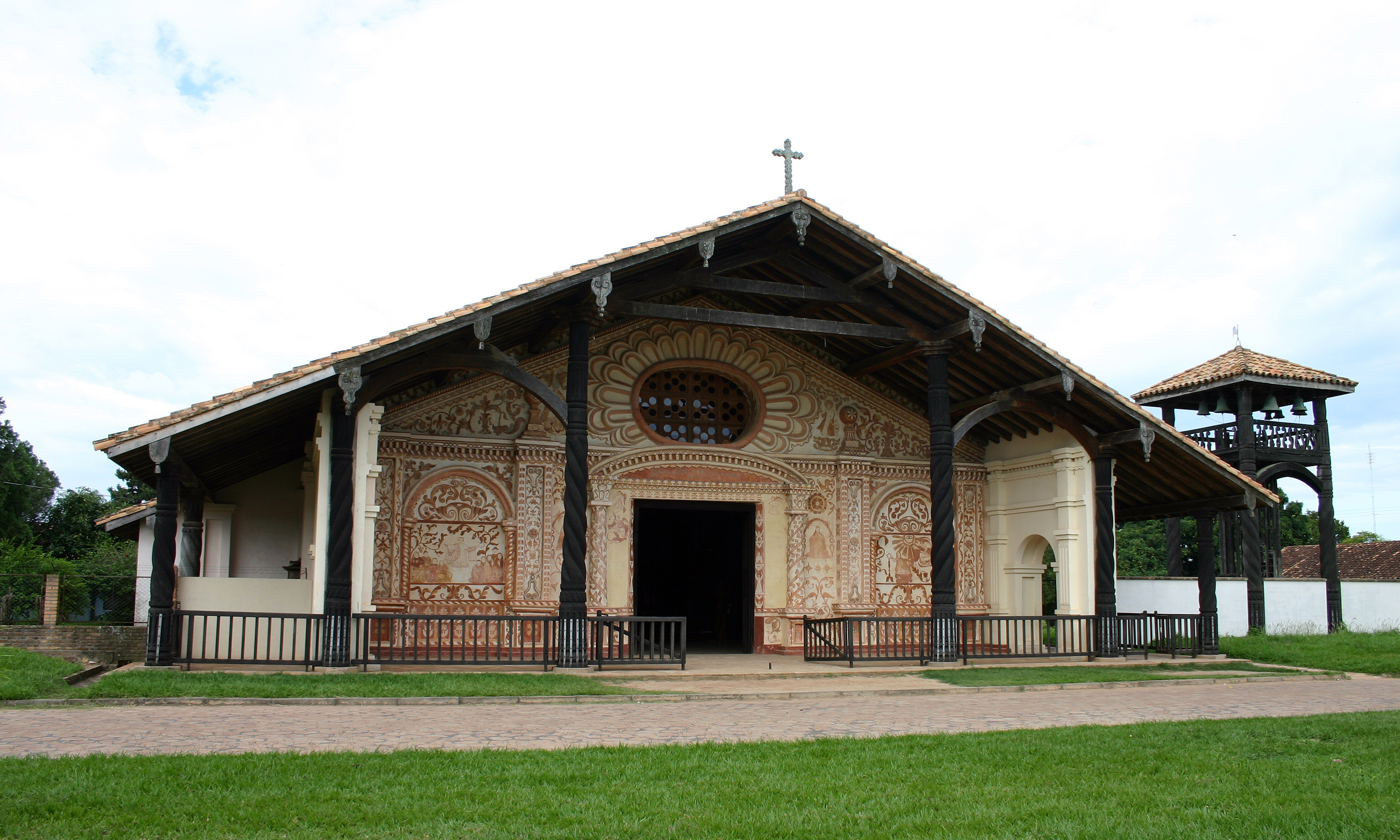
Церква місії в Сан-Рафаель-де-Веласко[de]
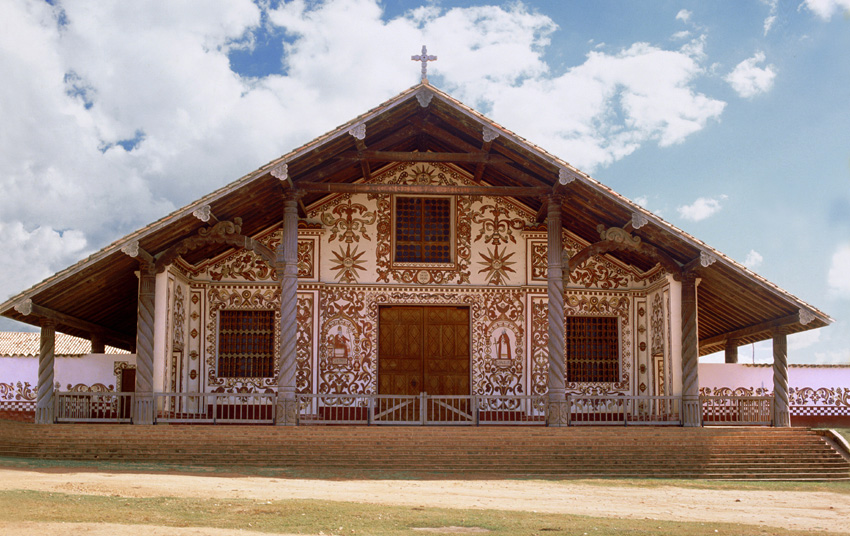
Церква місії в Сан-Мігель-де-Веласко[en]
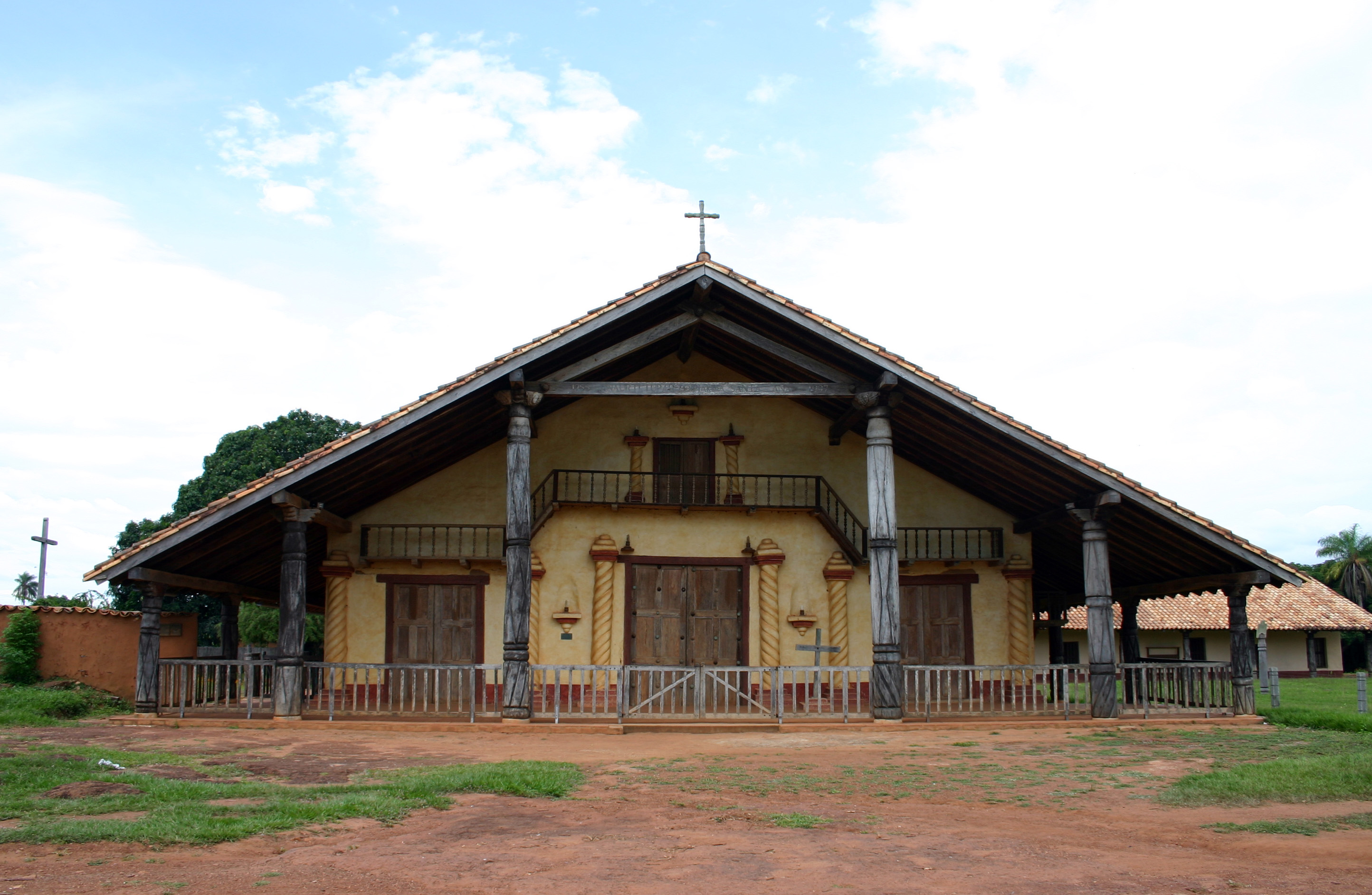
Церква місії в Санта-Ана-де-Веласко[de]
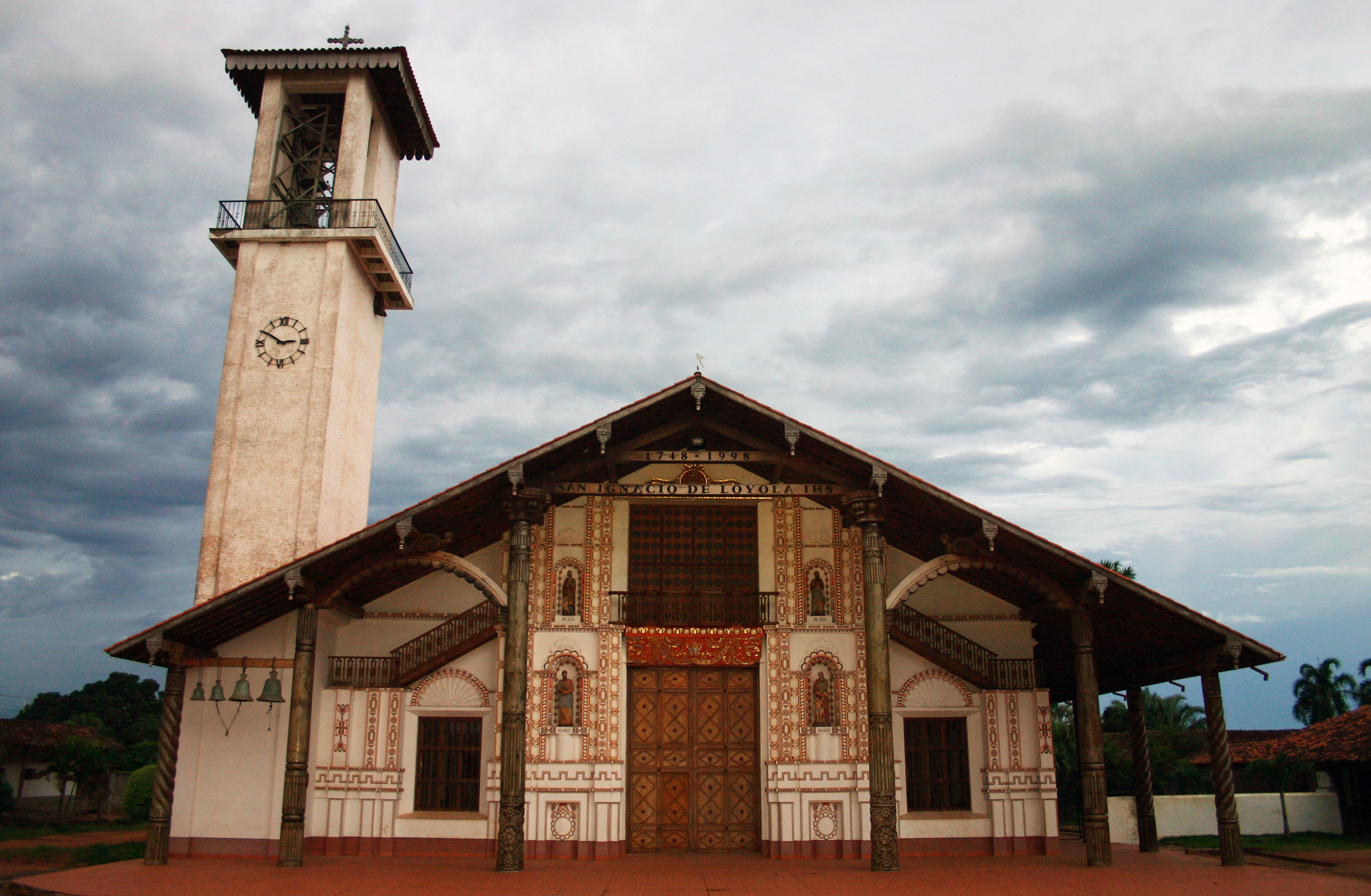
Собор Святого Ігнатія[en] (Сан-Ігнасіо-де-Веласко)
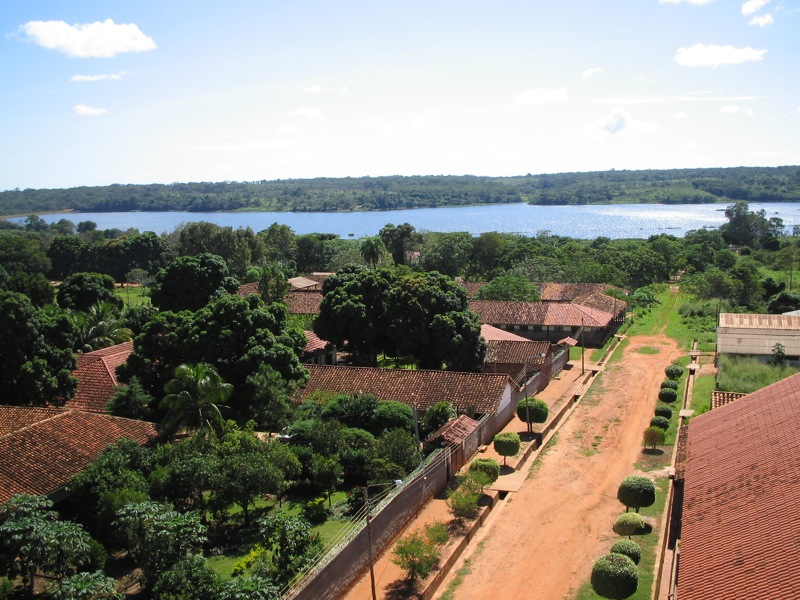
Вид на місто Сан-Ігнасіо-де-Веласко